# Богатирьов Сергій Борисович
Сергій Борисович Богатирьов (нар. 3 квітня 1976) — український футболіст, півзахисник.

## Життєпис

### Ранні роки
Футбольну кар'єру розпочав 1992 року в аматорському клубі «Світлофор» (Луганськ), за який зіграв 2 поєдинки. По ходу сезону 1992/93 років перейшов у луганське «Динамо». Того сезону в чемпіонаті України зіграв 23 матчі та відзначився 3-а голами, а луганські «динамівці» стали віце-чемпіонами й здобули путівку до Другої ліги. Після цього відіграв у команді ще один сезон, у чемпіонаті України зіграв 19 матчів (1 гол), ще 2 поєдинки провів у кубку України.

### «Динамо-2» (Київ)
Напередодні старту сезону 1994/95 років приєднався до «Динамо-2». Дебютував у футболці столичного колективу 4 квітня 1995 року в програному (0:1) домашньому поєдинку 24-о туру Першої ліги проти житомирського «Хіміка». Сергій вийшов на поле на 75-й хвилині, замінивши Сергія Амілехіна. Єдиним голом за «Динамо-2» відзначився 16 вересня 1995 року на 37-й хвилині нічийного (1:1) домашнього поєдинку 12-о туру Першої ліги проти харківського «Металіста». Богатирьов вийшов на поле в стартовому складі та відіграв увесь матч. У складі столичного клубу в Першій лізі зіграв 35 матчів (1 гол), ще 4 поєдинки провів у кубку України.

### «Металург» (Маріуполь)
У 1996 році підсилив «Металург». Дебютував у футболці маріупольського колективу 9 серпня 1996 року в нічийному (1:1) домашньому поєдинку 2-о туру Першої ліги проти чортківського «Кристалу». Сергій вийшов на поле в стартовому складі та відіграв увесь матч. Дебютним голом у футболці «металургів» відзначився 13 вересня 1996 року на 29-й хвилині програного (1:5) виїзного поєдинку 11-о туру Першої ліги проти охтирського «Нафтовика». Богатирьов вийшов на поле в стартовому складі та відіграв увесь матч. Допоміг «приазовцям» завоювати бронзові медалі чемпіонату та підвищитися в класі. У Вищій лізі дебютував 7 липня 1997 року в програному (0:5) домашньому поєдинку 1-о туру проти донецького «Шахтаря». Сергій вийшов на поле на 64-й хвилині, замінивши Андрія Андросова. У чемпіонатах України зіграв 54 матчі та відзначився 5-а голами, ще 7 матчів (1 гол) провів у кубку України.

### «Поліграфтехніка» та «Нафтовик»
Напередодні старту сезону 1998/99 років приєднався до «Поліграфтехніки». У футболці олександрійців дебютував 5 квітня 1999 року в переможному (2:0) домашньому поєдинку 21-о туру Першої ліги проти житомирського «Полісся». Богатирьов вийшов на поле на 46-й хвилині, замінивши Станіслава Боровського. Дебютним голом у футболці «поліграфів» відзначився 17 травня 1999 року на 21-й хвилині переможного (5:1) домашнього поєдинку 31-о туру Першої ліги проти чернівецької «Буковини». Сергій вийшов на поле в стартовому складі та відіграв увесь матч. У команді провів півтора сезони, за цей час у Першій лізі зіграв 34 матчі та відзначився 5-а голами.
Під час зимової перерви сезону 1999/00 років перейшов у «Нафтовик». Дебютував у футболці охтирського клубу 11 березня 2000 року в програному (0:2) домашньому поєдинку 1/16 фіналу кубку України проти запорізького «Металурга». Богатирьов вийшов на поле в стартовому складі та відіграв увесь матч. Дебютував за «нафтовиків» у Першій лізі 15 березня 2000 року в нічийному (1:1) домашньому поєдинку 18-о туру проти донецького «Шахтаря-2». Сергій вийшов на поле в стартовому складі та відіграв увесь матч, а на 55-й хвилині відзначився дебютним голом за «Нафтовик». За охтирську команду виступав у другій половині сезону 1999/00 років, зіграв 15 матчів (4 голи) у Першій лізі та 1 матч у кубку України.

### Закарпаття
Напередодні старту сезону 2000/01 років опинився в «Закарпатті». Дебютував за ужгородську команду 23 липня 2000 року в програному (0:2) виїзному поєдинку 1-о туру Першої ліги проти київського «Динамо-2». Богатирьов вийшов на поле в стартовому складі та відіграв увесь матч, а на 44-й хвилині отримав жовту картку. Дебютним голом за закарпатський клуб відзначився 4 серпня 2000 року на 70-й хвилині (реалізував пенальті) виїзного (2:1) переможного поєдинку 3-о туру проти «Шахтаря-2». Сергій вийшов на поле в стартовому складі та відіграв увесь матч, а на 31-й хвилині отримав жовту картку. У сезоні 2000/01 років допоміг «Закарпаттю» завоювати срібні медалі Першої ліги та підвищитися в класі. У складі команди в чемпіонатах України зіграв 50 матчів (17 голів).

### «Арсенал» (Київ) та «Борисфен»
У 2002 році підписав контракт з «Арсеналом». Дебютував за столичний клуб 7 липня 2002 року в нічийному (0:0) домашньому поєдинку 1-о туру Вищої ліги проти донецького «Шахтаря». Богатирьов вийшов на поле в стартовому складі та відіграв увесь матч. У складі «канонірів» зіграв 4 матчі у Вищій лізі та 2 поєдинки у кубку України. Також провів 5 поєдинків (1 гол) у складі фарм-клубу киян — «Борисфені». По завершенні першої частини сезону 2002/03 років закінчив кар'єру гравця. 

## Досягнення
«Динамо» (Луганськ)
- Перехідна ліга чемпіонату України
  -  Срібний призер (1): 1992/93

«Металург» (Маріуполь)
- Перша ліга чемпіонату України
  -  Бронзовий призер (1): 1996/97

«Закарпаття»
- Перша ліга чемпіонату України
  -  Срібний призер (1): 2000/01